# Stammheimer Missale

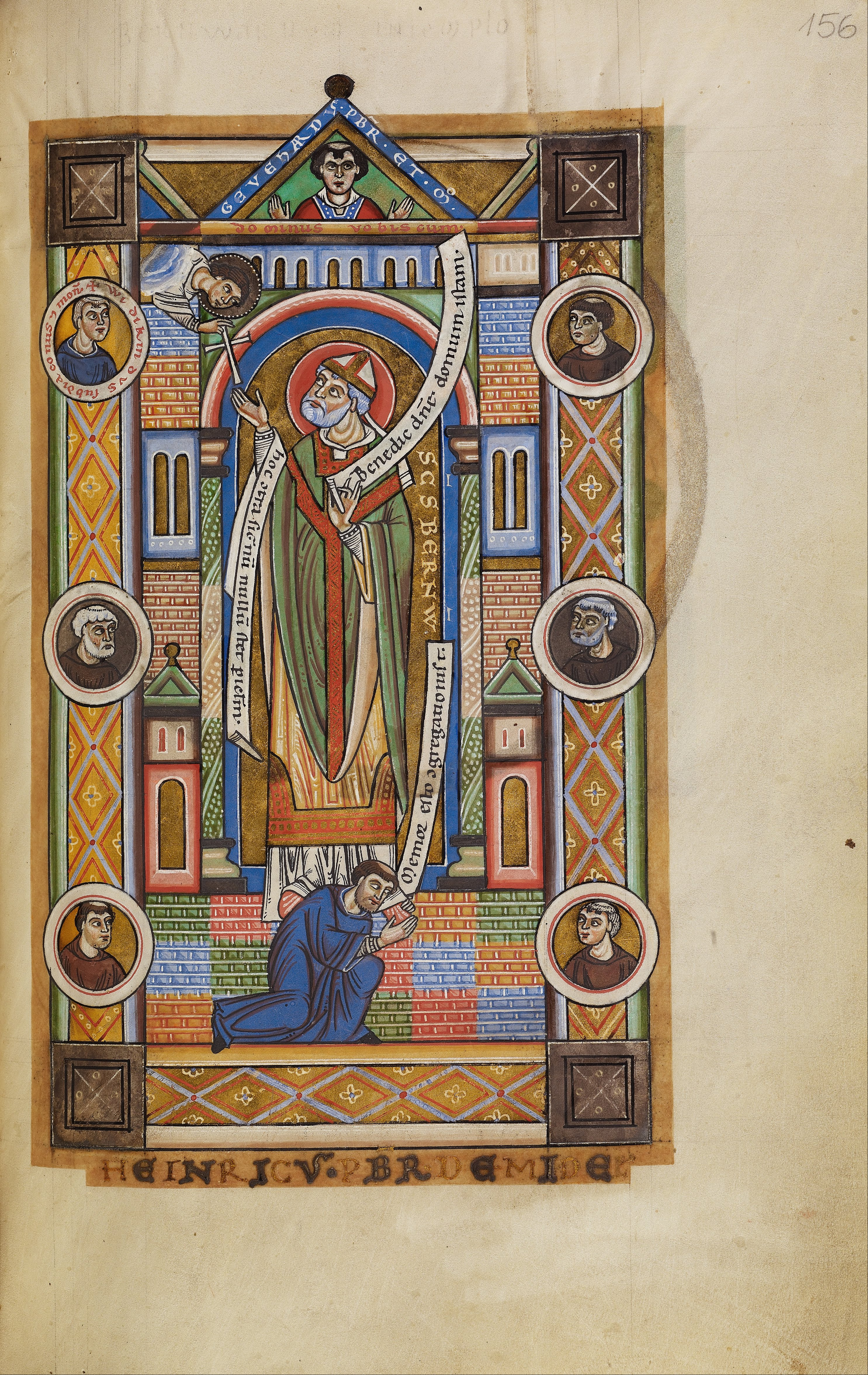
Stammheimer Missale, f. 126r: Der heilige Bernward, ihm zu Füßen der Stifter Henricus

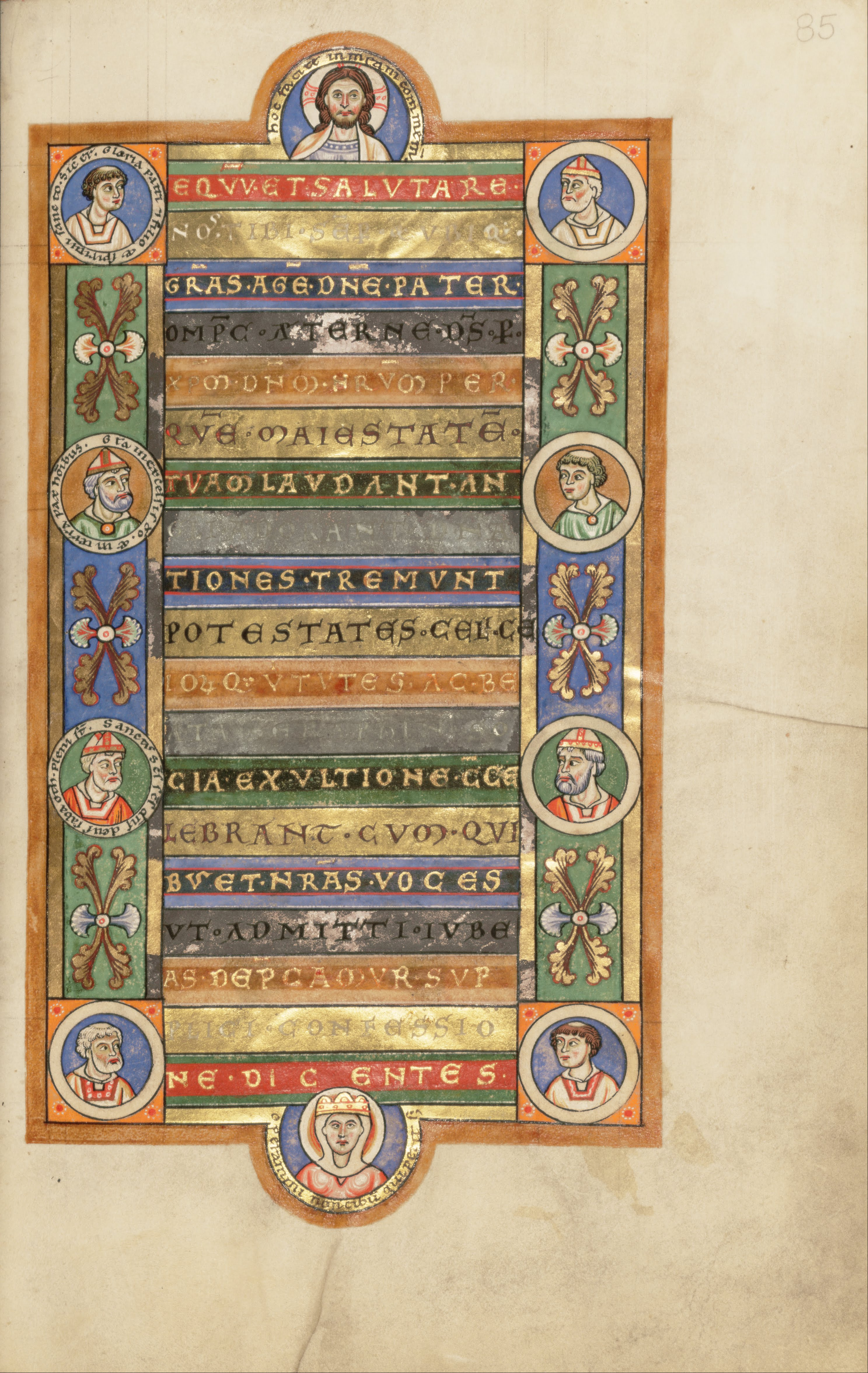
Incipit-Seite, f. 85r

Das Stammheimer Missale ist ein kostbares Messbuch, das um 1160–1170 vom Priester Henricus de Middel für das Kloster St. Michael in Hildesheim gestiftet wurde. Es trägt seinen Namen nach seinem früheren Aufbewahrungsort, dem Schloss Stammheim bei Köln. Das Missale spiegelt die anhaltenden Bemühungen des Konvents, den Kult des Bischofs Bernward zu fördern. 1150 erteilte eine Provinzialsynode in Erfurt die Erlaubnis, Bernward in der Klosterkirche zu verehren. Dies setzte eine Welle von Umbaumaßnahmen und die Stiftung neuer Kunstwerke in Gang, von denen die Hauptwerke heute noch erhalten sind: Neben dem Stammheimer Missale zählen dazu vor allem das Ratmann-Sakramentar und das große Bernwardskreuz, beide jetzt im Dommuseum Hildesheim.
Neben den Texten für die Messe ist darin reicher Buchschmuck enthalten, darunter eine ganzseitige Miniatur, die den Stifter des Buchs im Mönchsgewand zu Füßen des heiligen Bischofs Bernward von Hildesheim zeigt, dem wiederum ein von oben herabkommender Engel ein Kreuz reicht. Bernward hält Spruchbänder mit dem Wortlaut: „hoc c(on)tra signu(m) nullu(m) stet p(er)ic(u)l(um)“ a und „Benedic d(omi)ne domum istam“, b der Stifter ein Band mit dem Vers „Memor esto congregationis tu(ae)“ c aus der Psalmantiphon „Salvum fac“ (73, 2). Die Miniatur stellt Bernward als heiligen Bischof dar, als der er bereits vor seiner Kanonisation (1192) in St. Michael verehrt wurde. Der Engel mit dem Kreuz bezieht sich auf die in der Vita Bernwardi überlieferte Wunderlegende über die Gründungsreliquie von St. Michael, nach welcher die letzte der vier Kreuzpartikel, für die Bernward das Bernwardskreuz als Reliquiar anfertigte, von Engelshand hinzugefügt wurde.
Zusammen mit seiner Schwesterhandschrift, dem Ratmann-Sakramentar, ist das Stammheimer Missale ein frühes liturgisches Zeugnis für die Verehrung Bernwards in seiner Klosterstiftung.
Das Stammheimer Missale wurde 1997 vom J. Paul Getty Museum in Los Angeles aus Privatbesitz der Familie von Fürstenberg erworben. Ein innen im Vordeckel angebrachtes karolingisches Elfenbeindiptychon, das 1904 ausgelöst und in die Staatlichen Museen zu Berlin verbracht wurde, ist dort 1945 bis auf geringe Reste verbrannt. Das vollständige Elfenbein, „dessen Programm einmalig von der Entstehung und Verbreitung des römischen Gesanges spricht und zugleich ein Zeugnis vom Realitätscharakter der karolingischen Kunst abgibt“, ist in einer Fotoaufnahme dokumentiert. Es zeigt Alkuin, der sein in der Schule von Tours redigiertes Sakramentar dem hl. Martin überreicht, und stammt vermutlich unmittelbar aus dem Besitz Bischof Bernwards.

## Beschreibung

### Textinhalt
f. 2v–3r: Gloria*, Credo* und Kollekte
f. 3v–9r: Kalender
f. 10v–12r: Ganzseitige Miniaturen
f. 12v–59v: Gesänge* zum Proprium (Temporale, Sanktorale)
f. 59v–60: Alleluias* für die Feste verschiedener Heiliger
f. 60v–61v: Gesänge* zum Ordinarium
f. 62r–74v; Sequenzen* (zum Temporale, Sanktorale, Commune Sanctorum)
f. 74v: Zwei Alleluias* für Marienfeste
f. 75–82v: Bibellesungen
f. 83r–84r: Präfationen mit per omnia und sursum corda
f. 84v–86v: Ganzseitige Miniaturen
f. 86v–88v: Messkanon
f. 89r–183v: Gebete zum Proprium (Temporale, Sanktorale, Commune Sanctorum, Votivmessen)
f. 184r–185v: Lesungen für Weihnachten und Ostern
Den mit * gekennzeichneten Teilen sind Neumen hinzugefügt.
Aufgrund dieser Anordnung der verschiedenen Teile musste der Priester während der Messe mehrfach hin- und zurückblättern. Dieser Buchtyp eines „nebeneinander angeordneten Missale“ wurde am häufigsten im 11. und 12. Jahrhundert benutzt.

### Der Buchschmuck
Auf drei Frontispiz-Miniaturen (f. 10v–11v) folgt eine vollständig illuminierte Incipit-Seite mit einer fast ganzseitigen Initiale A zum Incipit des Introitus zum ersten Adventssonntag. Die Handschrift enthält zwölf ganzseitige Miniaturen, die meisten davon im Abschnitt mit den Gebeten: Die Erschaffung der Welt (f. 10v), Weisheit (f. 11r), Mariä Verkündigung (f. 11v), Maiestas Domini (f. 85v), Kreuzigung (f. 86r), Geburt Christi (f. 92r), Die Frauen am Grab (f. 111r), Christi Himmelfahrt (f. 115v), Pfingsten (f. 117v), Mariä Himmelfahrt (f. 145v), Kampf des Erzengels Michael mit dem Drachen (f. 152r) und Bernward von Hildesheim (f. 156r).
Zwei große Initialen, die identifizierbare Personen oder Ereignisse zeigen (sogenannte historisierte Initialen) befinden sich im Abschnitt mit den Gesängen und acht im Abschnitt mit den Gebeten. Sie erstrecken sich über 8 (Jesaja im Gebet, f. 53v) bis 19 Zeilen (Wurzel Jesse, f. 146r). Daneben gibt es 9 Initialen, die Menschen oder Tiere zeigen, aber keine identifizierbare Narrative (sogenannte bewohnte Initialen) mit einer Größe zwischen 10 und 17 Zeilen. Insgesamt 27 große verzierte Initialen zeigen Rankenmotive sowie eine Vielzahl von Tier- und humanoiden Formen. Zu erwähnen ist auch ein 10 Zeilen hohes bewohntes Monogramm VD mit der Hand Gottes in der Mitte.

### Zustand
Der nahezu makellose Zustand des Stammheimer Missales lässt darauf schließen, dass es nur selten zur Zelebration in der Messe verwendet oder gelesen wurde,  obwohl ein Missale für den praktischen Messgebrauch bestimmt ist. Das Pergament ist von höchster Qualität und weist keine sichtbaren Makel auf. Die Präzision der Gestaltung, das sorgfältige Ausradieren der Hilfslinien, die akribische Vergoldung und Punzierung sowie die meisterlichen Maltechniken führen letztlich zum Eindruck einer einzigartigen Vision und Vollkommenheit.

## Faksimile
Das Stammheimer Missale. Ms. 64, The J. Paul Getty Museum. Quaternio Verlag, Luzern 2020, ISBN 978-3-905924-68-8.